# Vuelta a Andalucía 2016
La 62.ª edición de la Vuelta a Andalucía (oficialmente: Vuelta a Andalucía-Ruta Ciclista Del Sol) se disputó entre el 17 de febrero y el 21 de febrero de 2016 con un recorrido de 704,3 km en cinco etapas entre las localidad de Almonaster la Real y el Alto de Peñas Blancas en Estepona.
La carrera formó parte de calendario UCI Europe Tour 2016 en categoría 2.1.

## Equipos participantes
Tomaron parte en la carrera 24 equipos. El único equipo español de categoría UCI ProTeam; el único de categoría Profesional Continental; y los 2 de categoría Continental. En cuanto a la representación extranjera, estuvieron 18 equipos: 9 ProTeam, 9 Profesionales Continentales y 2 Continentales. Formando así un pelotón de 165 ciclistas, de 7 corredores cada equipo (excepto el Funvic Soul Cycles-Carrefour que salió con 6 y el Stradalli-Bike Aid que salió con 5), de los que acabaron 70. Los equipos participantes fueron:
| Equipo                        | Cód. UCI | Categoría               | Jefes de filas                            |
| ----------------------------- | -------- | ----------------------- | ----------------------------------------- |
| Team Sky                      | SKY      | UCI ProTeam             | Vasil Kiryienka Wout Poels                |
| Tinkoff                       | TNK      | UCI ProTeam             | Rafał Majka Roman Kreuziger               |
| Movistar Team                 | MOV      | UCI ProTeam             | Alejandro Valverde                        |
| Trek-Segafredo                | TFS      | UCI ProTeam             | Bauke Mollema                             |
| Lotto-Soudal                  | LTS      | UCI ProTeam             | Maxime Monfort                            |
| Team Giant-Alpecin            | TGA      | UCI ProTeam             | Simon Geschke                             |
| IAM Cycling                   | IAM      | UCI ProTeam             | Jérôme Coppel                             |
| Team LottoNL-Jumbo            | TLJ      | UCI ProTeam             | Wilco Kelderman                           |
| BMC Racing Team               | BMC      | UCI ProTeam             | Tejay van Garderen                        |
| Dimension Data                | DDD      | UCI ProTeam             | Igor Antón Cameron Meyer                  |
| Caja Rural-Seguros RGA        | CJR      | Profesional Continental | David Arroyo                              |
| Direct Énergie                | DEN      | Profesional Continental | Sylvain Chavanel                          |
| Cofidis, Solutions Crédits    | COF      | Profesional Continental | Daniel Navarro                            |
| CCC Sprandi Polkowice         | CCC      | Profesional Continental | Víctor de la Parte                        |
| Roompot Oranje Peloton        | ROP      | Profesional Continental | Marc de Maar                              |
| Wanty-Groupe Gobert           | WGG      | Profesional Continental | Thomas Degand Dimitri Claeys              |
| Gazprom-RusVelo               | GAZ      | Profesional Continental | Sergey Firsanov                           |
| Topsport Vlaanderen-Baloise   | TSV      | Profesional Continental | Ruben Pols Thomas Sprengers Sander Helven |
| Funvic Soul Cycles-Carrefour  | FSC      | Profesional Continental | Antonio Piedra                            |
| Southeast-Venezuela           | STH      | Profesional Continental | Filippo Pozzato                           |
| Burgos-BH                     | BUR      | Continental             | Jesús del Pino                            |
| Matrix-Powertag               | MTR      | Continental             | José Toribio                              |
| Euskadi Basque Country-Murias | EUS      | Continental             | Garikoitz Bravo                           |
| Stradalli-Bike Aid            | BAI      | Continental             | Timo Schafer                              |

## Etapas
| Etapa     | Fecha     | Recorrido                                   | type                    | Distancia (km) | Ganador            | Líder              |
| --------- | --------- | ------------------------------------------- | ----------------------- | -------------- | ------------------ | ------------------ |
| 1.ª etapa | 17 de feb | Almonaster la Real – Sevilla                | etapa escarpada         | 165,2          | Daniele Bennati    | Daniele Bennati    |
| 2.ª etapa | 18 de feb | Palomares del Río – Córdoba                 | etapa escarpada         | 186,3          | Nacer Bouhanni     | Nacer Bouhanni     |
| 3.ª etapa | 19 de feb | Monachil – Padul                            | etapa escarpada         | 157,9          | Oscar Gatto        | Benjamin Swift     |
| 4.ª etapa | 20 de feb | Alhaurín de la Torre – Alhaurín de la Torre | contrarreloj individual | 21             | Tejay van Garderen | Tejay van Garderen |
| 5.ª etapa | 21 de feb | San Roque – Alto de Peñas Blancas           | etapa de montaña        | 171            | Alejandro Valverde | Alejandro Valverde |

### Etapa 1
Los resultados de la primera etapa fueron:
|   | Ciclista           | Equipo                      | Tiempo         |
| - | ------------------ | --------------------------- | -------------- |
| 1 | Daniele Bennati    | Tinkoff                     | 3h 56 min 02 s |
| 2 | Bert Van Lerberghe | Topsport Vlaanderen-Baloise | m.t.           |
| 3 | Juanjo Lobato      | Movistar                    | m.t.           |
| 4 | Oscar Gatto        | Tinkoff                     | m.t.           |
| 5 | Gijs Van Hoecke    | Topsport Vlaanderen-Baloise | m.t.           |

|   | Ciclista           | Equipo                      | Tiempo         |
| - | ------------------ | --------------------------- | -------------- |
| 1 | Daniele Bennati    | Tinkoff                     | 3h 56 min 02 s |
| 2 | Bert Van Lerberghe | Topsport Vlaanderen-Baloise | m.t.           |
| 3 | Juanjo Lobato      | Movistar                    | m.t.           |
| 4 | Oscar Gatto        | Tinkoff                     | m.t.           |
| 5 | Gijs Van Hoecke    | Topsport Vlaanderen-Baloise | m.t.           |

### Etapa 2
Los resultados de la segunda etapa fueron:
|   | Ciclista           | Equipo                     | Tiempo         |
| - | ------------------ | -------------------------- | -------------- |
| 1 | Nacer Bouhanni     | Cofidis, Solutions Crédits | 4h 39 min 33 s |
| 2 | Fabio Felline      | Trek-Segafredo             | m.t.           |
| 3 | Ben Swift          | Sky                        | m.t.           |
| 4 | Christophe Laporte | Cofidis, Solutions Crédits | m.t.           |
| 5 | Raymond Kreder     | Roompot Oranje Peloton     | m.t.           |

|   | Ciclista           | Equipo                     | Tiempo          |
| - | ------------------ | -------------------------- | --------------- |
| 1 | Nacer Bouhanni     | Cofidis, Solutions Crédits | 8 h 35 min 35 s |
| 2 | Juanjo Lobato      | Movistar                   | m.t.            |
| 3 | Raymond Kreder     | Roompot Oranje Peloton     | m.t.            |
| 4 | Ben Swift          | Sky                        | m.t.            |
| 5 | Tosh Van der Sande | Lotto-Soudal               | m.t.            |

### Etapa 3
Los resultados de la tercera etapa fueron:
|   | Ciclista       | Equipo                 | Tiempo         |
| - | -------------- | ---------------------- | -------------- |
| 1 | Oscar Gatto    | Tinkoff                | 3h 51 min 01 s |
| 2 | Ben Swift      | Sky                    | m.t.           |
| 3 | Raymond Kreder | Roompot Oranje Peloton | m.t.           |
| 4 | Tim Wellens    | Lotto-Soudal           | m.t.           |
| 5 | Fabio Felline  | Trek-Segafredo         | m.t.           |

|   | Ciclista         | Equipo                 | Tiempo           |
| - | ---------------- | ---------------------- | ---------------- |
| 1 | Ben Swift        | Sky                    | 12 h 26 min 52 s |
| 2 | Raymond Kreder   | Roompot Oranje Peloton | m.t.             |
| 3 | Reto Hollenstein | IAM                    | m.t.             |
| 4 | Philippe Gilbert | BMC Racing             | m.t.             |
| 5 | Fabio Felline    | Trek-Segafredo         | m.t.             |

### Etapa 4
Los resultados de la cuarta etapa fueron:
|   | Ciclista           | Equipo         | Tiempo      |
| - | ------------------ | -------------- | ----------- |
| 1 | Tejay van Garderen | BMC Racing     | 27 min 05 s |
| 2 | Wilco Kelderman    | LottoNL-Jumbo  | a 2 s       |
| 3 | Jérôme Coppel      | IAM            | a 7 s       |
| 4 | Brent Bookwalter   | BMC Racing     | a 15 s      |
| 5 | Sylvain Chavanel   | Direct Énergie | a 17 s      |

|   | Ciclista           | Equipo         | Tiempo      |
| - | ------------------ | -------------- | ----------- |
| 1 | Tejay van Garderen | BMC Racing     | 27 min 05 s |
| 2 | Wilco Kelderman    | LottoNL-Jumbo  | a 2 s       |
| 3 | Jérôme Coppel      | IAM            | a 7 s       |
| 4 | Brent Bookwalter   | BMC Racing     | a 15 s      |
| 5 | Sylvain Chavanel   | Direct Énergie | a 17 s      |

### Etapa 5
Los resultados de la quinta etapa fueron:
|   | Ciclista           | Equipo         | Tiempo          |
| - | ------------------ | -------------- | --------------- |
| 1 | Alejandro Valverde | Movistar       | 4 h 46 min 51 s |
| 2 | Bauke Mollema      | Trek-Segafredo | a 36 s          |
| 3 | Rafał Majka        | Tinkoff        | a 42 s          |
| 4 | Tejay van Garderen | BMC Racing     | a 48 s          |
| 5 | Roman Kreuziger    | Tinkoff        | a 1 m 07 s      |

|   | Ciclista           | Equipo         | Tiempo           |
| - | ------------------ | -------------- | ---------------- |
| 1 | Alejandro Valverde | Movistar       | 17 h 41 min 10 s |
| 2 | Tejay van Garderen | BMC Racing     | a 26 s           |
| 3 | Bauke Mollema      | Trek-Segafredo | a 52 s           |
| 4 | Wilco Kelderman    | LottoNL-Jumbo  | a 56 s           |
| 5 | Rafał Majka        | Tinkoff        | a 1 m 11 s       |

## Clasificaciones finales
- Las clasificaciones finalizaron de la siguiente forma:[2]

### Clasificación general
| Posición | Ciclista           | Equipo                     | Tiempo           |
| -------- | ------------------ | -------------------------- | ---------------- |
|          | Alejandro Valverde | Movistar                   | 17 h 41 min 10 s |
| 2.º      | Tejay van Garderen | BMC Racing                 | a 26 s           |
| 3.º      | Bauke Mollema      | Trek-Segafredo             | a 52 s           |
| 4.º      | Wilco Kelderman    | LottoNL-Jumbo              | a 56 s           |
| 5.º      | Rafał Majka        | Tinkoff                    | a 1 m 11 s       |
| 6.º      | Roman Kreuziger    | Tinkoff                    | a 1 m 37 s       |
| 7.º      | Wout Poels         | Sky                        | a 1 m 42 s       |
| 8.º      | Brent Bookwalter   | BMC Racing                 | a 2 m 3 s        |
| 9.º      | Daniel Navarro     | Cofidis, Solutions Crédits | a 2 m 14 s       |
| 10.º     | Mikel Nieve        | Sky                        | a 2 m 45 s       |

### Clasificación por puntos
| Posición | Ciclista           | Equipo         | Puntos |
| -------- | ------------------ | -------------- | ------ |
|          | Ben Swift          | Sky            | 41     |
| 2.º      | Alejandro Valverde | Movistar       | 39     |
| 3.º      | Tejay van Garderen | BMC Racing     | 39     |
| 4.º      | Fabio Felline      | Trek-Segafredo | 34     |
| 5.º      | Wilco Kelderman    | LottoNL-Jumbo  | 29     |

### Clasificación de la montaña
| Posición | Ciclista           | Equipo          | Puntos |
| -------- | ------------------ | --------------- | ------ |
|          | Damiano Caruso     | BMC Racing Team | 22     |
| 2.º      | Tim Wellens        | Lotto Soudal    | 18     |
| 3.º      | Alejandro Valverde | Movistar Team   | 10     |
| 4.º      | Jay McCarthy       | Tinkoff         | 10     |
| 5.º      | Sergey Firsanov    | Gazprom-RusVelo | 9      |

### Clasificación de las metas volantes
| Posición | Ciclista        | Equipo                 | Puntos |
| -------- | --------------- | ---------------------- | ------ |
|          | Jérôme Baugnies | Wanty-Groupe Gobert    | 6      |
| 2.º      | Hugh Carthy     | Caja Rural-Seguros RGA | 3      |
| 3.º      | Marcin Mrozek   | CCC Sprandi Polkowice  | 2      |

### Clasificación por equipos
| Posición | Equipo         | Tiempo         |
| -------- | -------------- | -------------- |
|          | BMC Racing     | 53 h 9 min 1 s |
| 2.º      | Sky            | a 2 min 16 s   |
| 3.º      | Trek-Segafredo | a 4 min 52 s   |
| 4.º      | Lotto-Soudal   | a 5 min 23 s   |
| 5.º      | Movistar       | a 7 min 18 s   |

## Evolución de las clasificaciones
| Etapa (Vencedor)                     | Clasificación general | Clasificación por puntos | Clasificación de la montaña | Clasificación de las metas volantes | Clasificación por equipos  | Clasificación de la combinada |
| ------------------------------------ | --------------------- | ------------------------ | --------------------------- | ----------------------------------- | -------------------------- | ----------------------------- |
| 1.ª etapa (Daniele Bennati)          | Daniele Bennati       | Bert Van Lerberghe       | Imanol Estévez              | Jérôme Baugnies                     | Cofidis, Solutions Crédits | Luis Ángel Maté               |
| 2.ª etapa (Nacer Bouhanni)           | Nacer Bouhanni        | Nacer Bouhanni           | Imanol Estévez              | Jérôme Baugnies                     | Cofidis, Solutions Crédits | Nacer Bouhanni                |
| 3.ª etapa (Oscar Gatto)              | Ben Swift             | Ben Swift                | Damiano Caruso              | Jérôme Baugnies                     | Tinkoff                    | Wout Poels                    |
| 4.ª etapa (CRI) (Tejay van Garderen) | Tejay van Garderen    | Ben Swift                | Damiano Caruso              | Jérôme Baugnies                     | BMC Racing                 | Wout Poels                    |
| 5.ª etapa (Alejandro Valverde)       | Alejandro Valverde    | Ben Swift                | Damiano Caruso              | Jérôme Baugnies                     | BMC Racing                 | Alejandro Valverde            |
| Final                                | Alejandro Valverde    | Ben Swift                | Damiano Caruso              | Jérôme Baugnies                     | BMC Racing                 | Alejandro Valverde            |